# NGC 2564
NGC 2564 est une galaxie lenticulaire située dans la constellation de la Poupe. NGC 2564 a été découverte par l'astronome britannique John Herschel en 1837.

## Caractéristiques
Sa vitesse par rapport au fond diffus cosmologique est de 5 329 ± 43 km/s, ce qui correspond à une distance de Hubble de 78,6 ± 5,5 Mpc (∼256 millions d'al).